# 長瀬保
長瀬 保（ながせ たもつ、1940年〈昭和15年〉11月29日 - ）は、日本の政治家。愛知県北名古屋市長を4期、師勝町長を3期務めた。

## 来歴
日本福祉大学社会福祉学部卒業。1960年（昭和35年）9月、師勝町役場に就職。1991年（平成3年）12月、町職員を退職し、同町の助役に就任。1995年（平成7年）7月、助役を辞任。同年9月22日、師勝町長に就任。1999年（平成11年）、再選。2003年（平成15年）、3期目の当選。
2006年（平成18年）3月20日、師勝町は西春町と合併し、北名古屋市が誕生。4月23日に行われた北名古屋市長選挙に無所属・民主党推薦で出馬し初当選。同日、市長就任。
2010年（平成22年）4月18日に行われた北名古屋市長選挙では、前市議の日栄政敏を破り2期目の当選（長瀬：18,984票、日栄：15,673票）。
2014年（平成26年）4月20日、3期目の当選。
2018年（平成26年）4月15日に行われた北名古屋市長選挙に自民党・立憲民主党・公明党の推薦を受けて出馬。元西春町長の太田考則を僅差で破り4選（長瀬：15,637票、太田：15,214票）。投票率は46.12％。

## 市政
- 2020年（令和2年）5月28日、新型コロナウイルス対策の財源に充てるため、自身と副市長、教育長の6月から2021年（令和3年）3月までの月額給与を10％減額する条例案を市議会定例会に提出。同日、同条例案は可決された[5][6]。

2023年、旭日中綬章受章。